# Дьяченко, Юрий Валерьевич
Юрий Валерьевич Дьяченко (укр. Юрій Валерійович Дяченко; род. 2 июня 1982) — украинский хоккеист.

## Биография
Воспитанник киевской хоккейной школы, начал карьеру в ярославском «Торпедо».
Играл в нескольких лигах чемпионата России, Восточно-европейской хоккеqной лиге и в чемпионате Украины.
В первой лиге чемпионата России сыграл в 58 играх, набрав по системе «гол+пас» 22+16 очков.
В высшей лиге чемпионата России провёл 141 игру, набрав 41+39 очков.
В суперлиге чемпионата России провёл 179 игр, набрав 56+72 очков.
В Восточно-европейской хоккейной лиге провёл 33 игры, набрав 16+14 очков.
В чемпионате Белоруссии в 50 играх набрал 25+15 очков.
В составе молодёжной сборной Украины провёл 5 игр, забив 2 шайбы и сделав 3 результативных передачи на чемпионате мира 2001 года (U20, 1 дивизион). В составе сборной Украины играл на чемпионатах 2006 (высший дивизион), 2008 (1 дивизион, 2 место) и 2009 года (1 дивизион, 2 место). Принимал участие в зимней Универсиаде 2001.